# صبي الأم

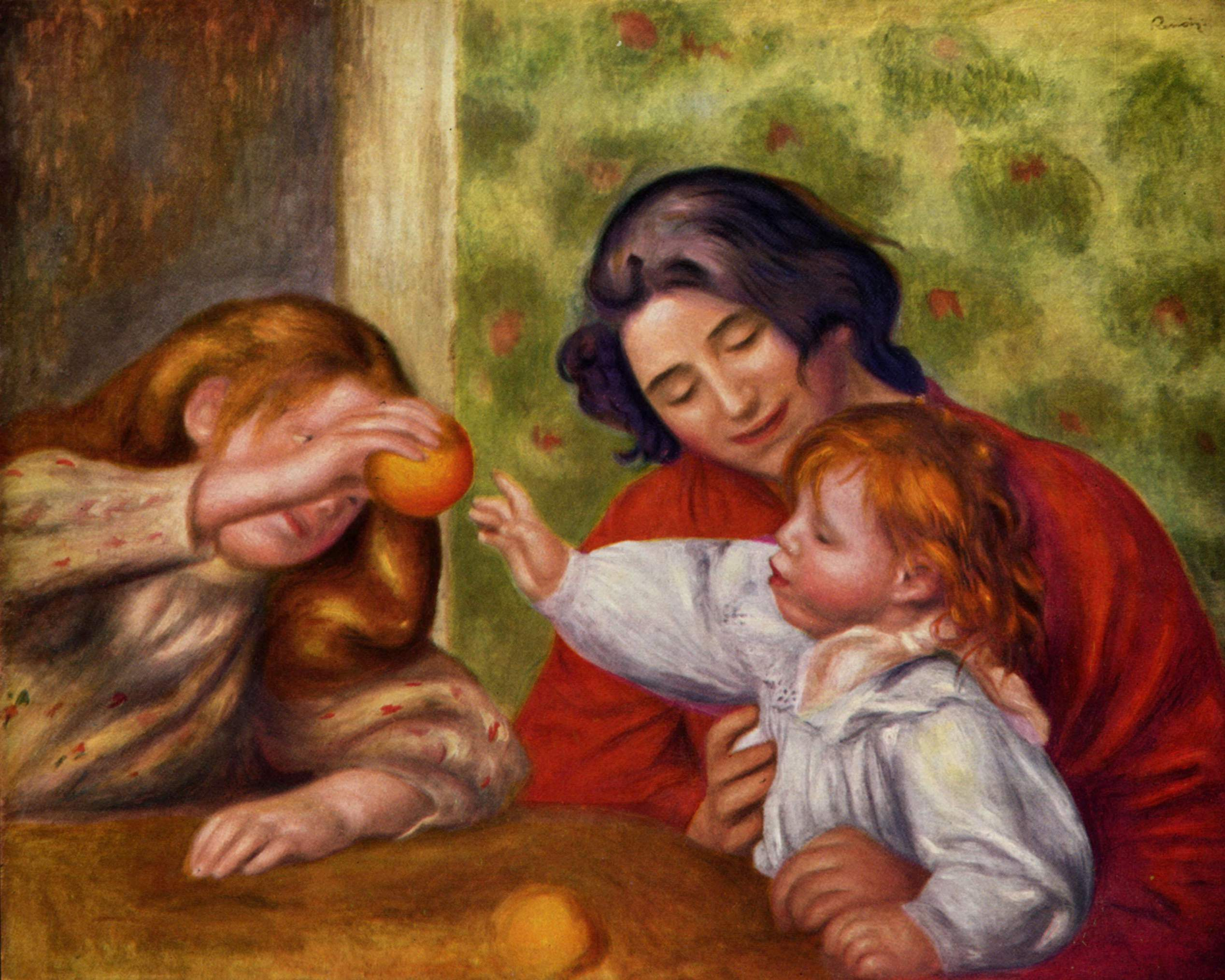

صبي الأم أو ابن والدته (بالإنجليزية: Mother's boy)‏ عبارة تصف الذكر الذي يتعلق بشكل مفرط بوالدته في سن يتوقع فيه أن يكون مستقلا (مثل العيش بمفرده أو أن يكون مستقلا اقتصاديا أو متزوجا). ويختلف عمر الاستقلال في كل طبقة من طبقات المجتمع البشري في العالم، وأحيانا يصل الاختلاف إلى حد كبير. قد يكون صبي الأم عقيم أم مخنث، أو يمكن أن ينظر إليه على أنه شخص يستعرض رجولته، أو قد يكون لديه اضطراب في الشخصية، مثل اضطراب الشخصية الإنعزالية، أو قد يكون مصابا بالفصام، بحيث تعمل الأم كمسؤولة عن رعايتة.
في نظرية التحليل النفسي الفرودي الكلاسيكي، يشير مصطلح «أوديب» إلى رغبة الطفل في إقامة علاقات جنسية مع الوالد من الجنس الآخر. ويعتقد سيغموند فرويد أن تعريف الطفل مع الوالد من نفس الجنس هو الحل الناجح لعقدة أوديب. وإذا فشل هذا التعريف، يبقى الصبي صبي الأم مدى الحياة.
في بعض الأحيان يُنظر إلى حماية والترابط بالأم على أنه علامة على الضعف، كما أن له وصمة اجتماعية في العديد من الأماكن، وإن كان في أماكن أخرى قد يكون الأمر أكثر قبولا أو ينظر إليه على أنه طبيعي. ويُنظر إلى الرجل المغمور برباط الأم أنه يعطي السيطرة على حياته الخاصة لأمه.